# Kenneth Lane
Kenneth Ralph "Ken" Lane, född 16 augusti 1923 i Toronto, död 22 januari 2010 i Toronto, var en  kanadensisk kanotist.
Lane blev olympisk silvermedaljör i C-2 10000 meter vid sommarspelen 1952 i Helsingfors.